# Hajla
Hajla (Servisch en Montenegrijns: Хајла; Albanees: Hajlë, bepaalde vorm Hajla) is een bergketen op de grens van Kosovo/Servië en Montenegro, en is feitelijk een uitloper van de Prokletije. De berg heeft meerdere pieken boven de 2000 meter, de hoogste is 2403 meter, die de naam Hajla draagt. De rivier de Ibar ontspringt aan de noordzijde, aan de zuidzijde ontspringt de Lumbardhi i Pejës (Servisch: Pećka Bistrica).

## Hoogste punten
- Hajla 2403 meter
- Vranovačka Hajla 2281 meter
- Dramadol 2120 meter
- Škreljska Hajla 2011 meter